# LAC E&M
LAC E&M은 대한민국의 GLOBAL LABEL이다.

## 소속 연예인
- 아빈